# Hippolyte Flandrin
Jean-Hippolyte Flandrin (Lyon, 23 maart 1809 - Rome, 21 maart 1864), bekend als Hippolyte Flandrin, was een Frans schilder. Hij maakte voornamelijk portretten en decoratieve werken in (neo)classicistische stijl.

## Leven en werk
Hippolyte Flandrin was de tweede van drie zonen, die allemaal kunstschilder werden. In 1829 trok hij van Lyon naar Parijs en ging daar in de leer bij Jean Auguste Dominique Ingres. Al snel exposeerde hij in de Parijse Salon.
In 1832 won hij de prestigieuze Prix de Rome, met een royale studiebeurs, die hem in staat stelde vijf jaar lang in Italië te werken en studeren. In de jaren 1830-1840 legde hij zich toe op een strakke neoclassicistische stijl en koos daarbij vaak voor klassieke en mythologische onderwerpen. Exemplarisch voor deze periode is zijn Jeune Homme Nu Assis au Bord de la Mer (Jongeman bij de zee, 1836), thans te zien in het Louvre.
In de jaren 1850 maakt Flandrin ook diverse kerkelijke schilderijen in opdracht, waarbij de invloed van de Engelse prerafaëlieten herkenbaar is. Geprezen werd zijn koorschildering over de intocht van Jezus in Jeruzalem in de Église Saint-Germain-des-Prés te Parijs. Bekend zijn verder zijn fresco's in de Église Saint-Vincent-de-Paul. Ook de Basiliek Saint-Martin in zijn geboortestad Lyon voorzag hij van muurschilderingen.
Gedurende zijn carrière maakte Flandrin ook veel portretten, waarbij de invloed van Ingres steeds herkenbaar blijft. Op latere leeftijd doceerde hij aan de Académie des Beaux-Arts en telde onder anderen Karel Verlat, Franz De Vadder en James Tissot onder zijn leerlingen. Hij overleed in 1864 tijdens een verblijf in Rome, twee dagen voor zijn 55e verjaardag.

## Portretten

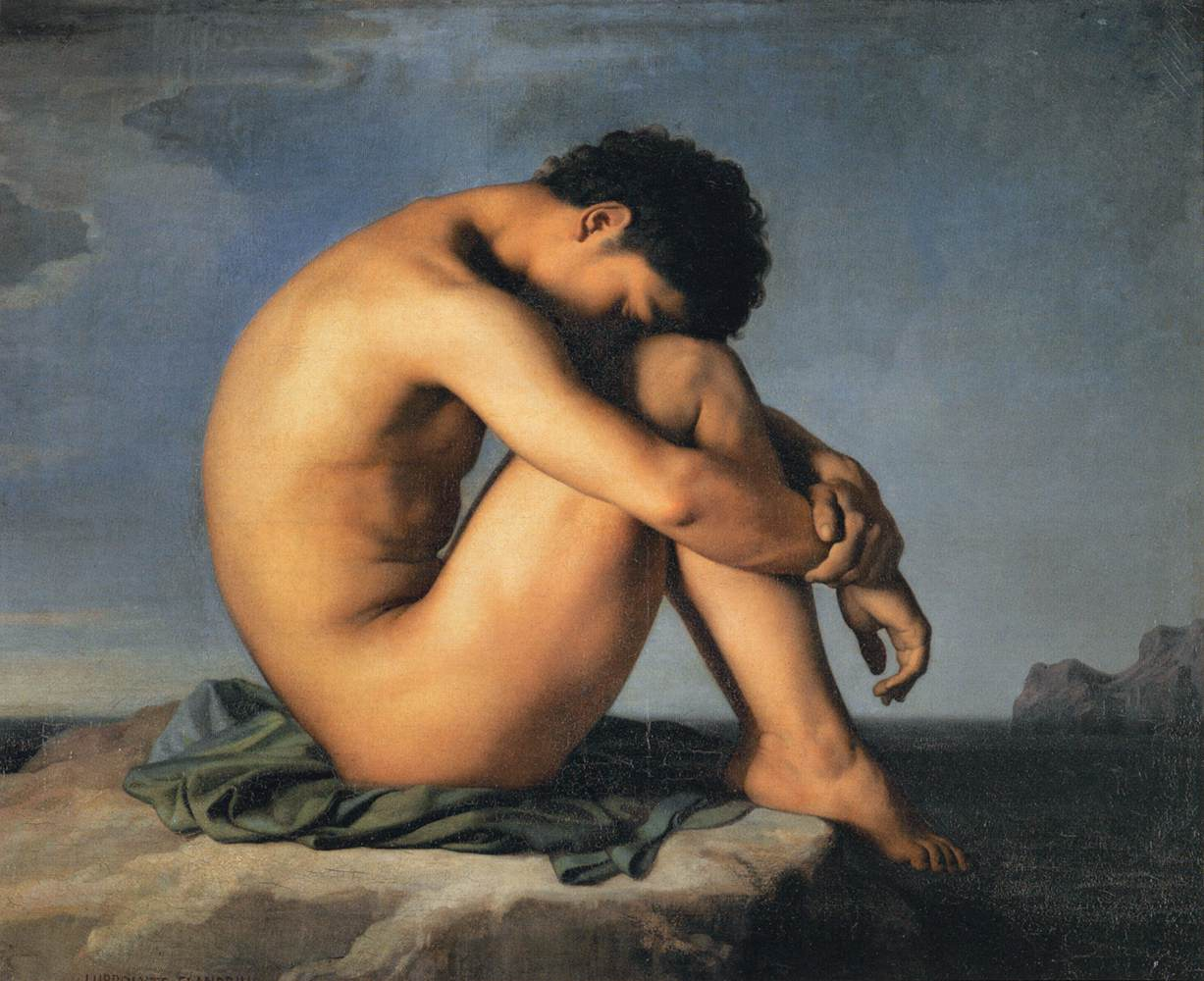
Jongeman bij de zee
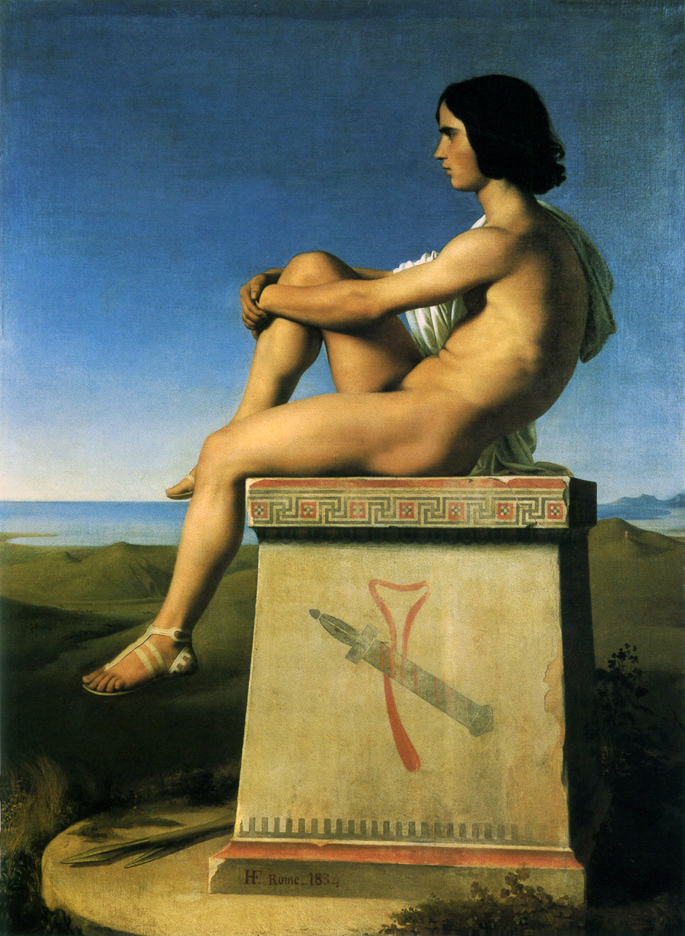
Prins Polytès, zoon van de Trojaanse koning Priamus, overschouwt de Grieken
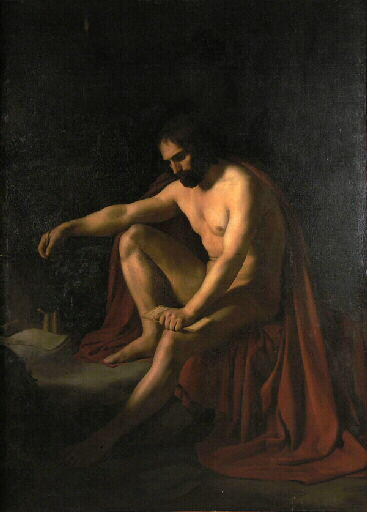
Euripides
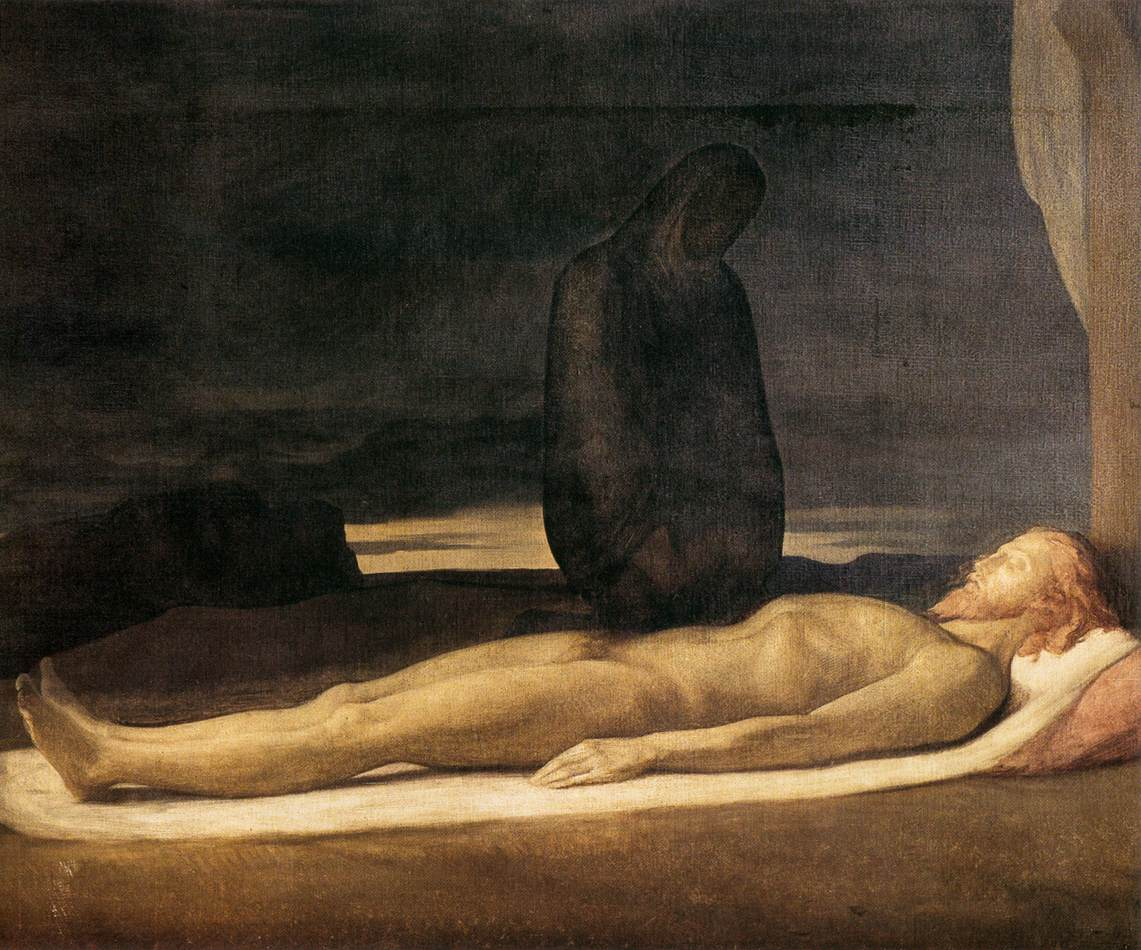
piëta
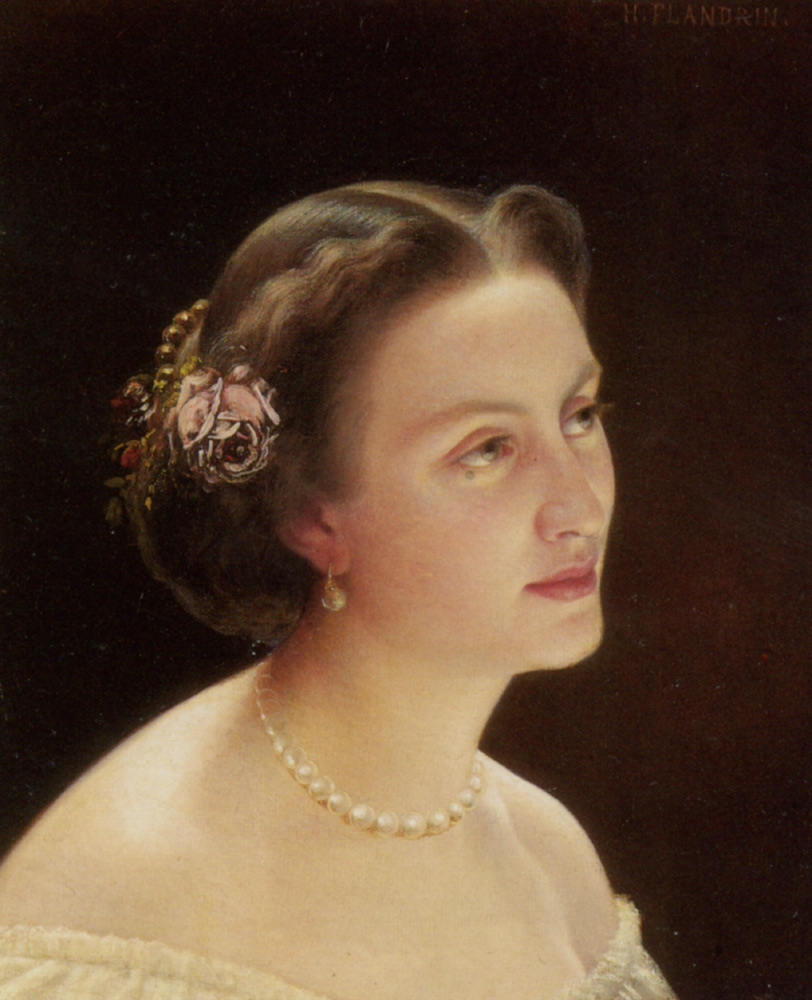
Portret van een dame
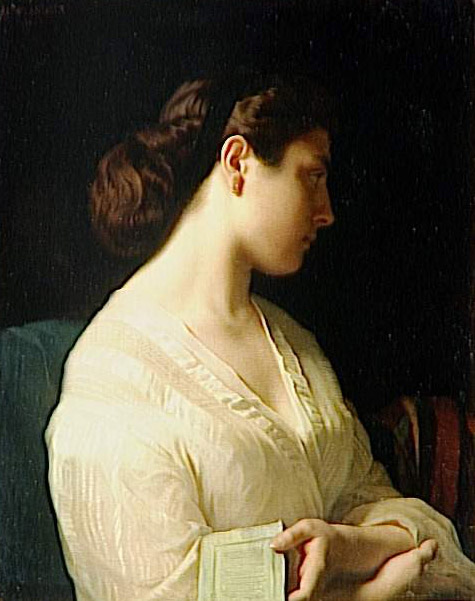
Studie van een jonge Griekse
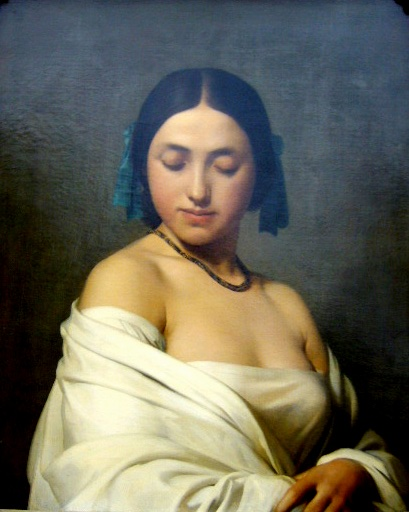
De Florentijnse
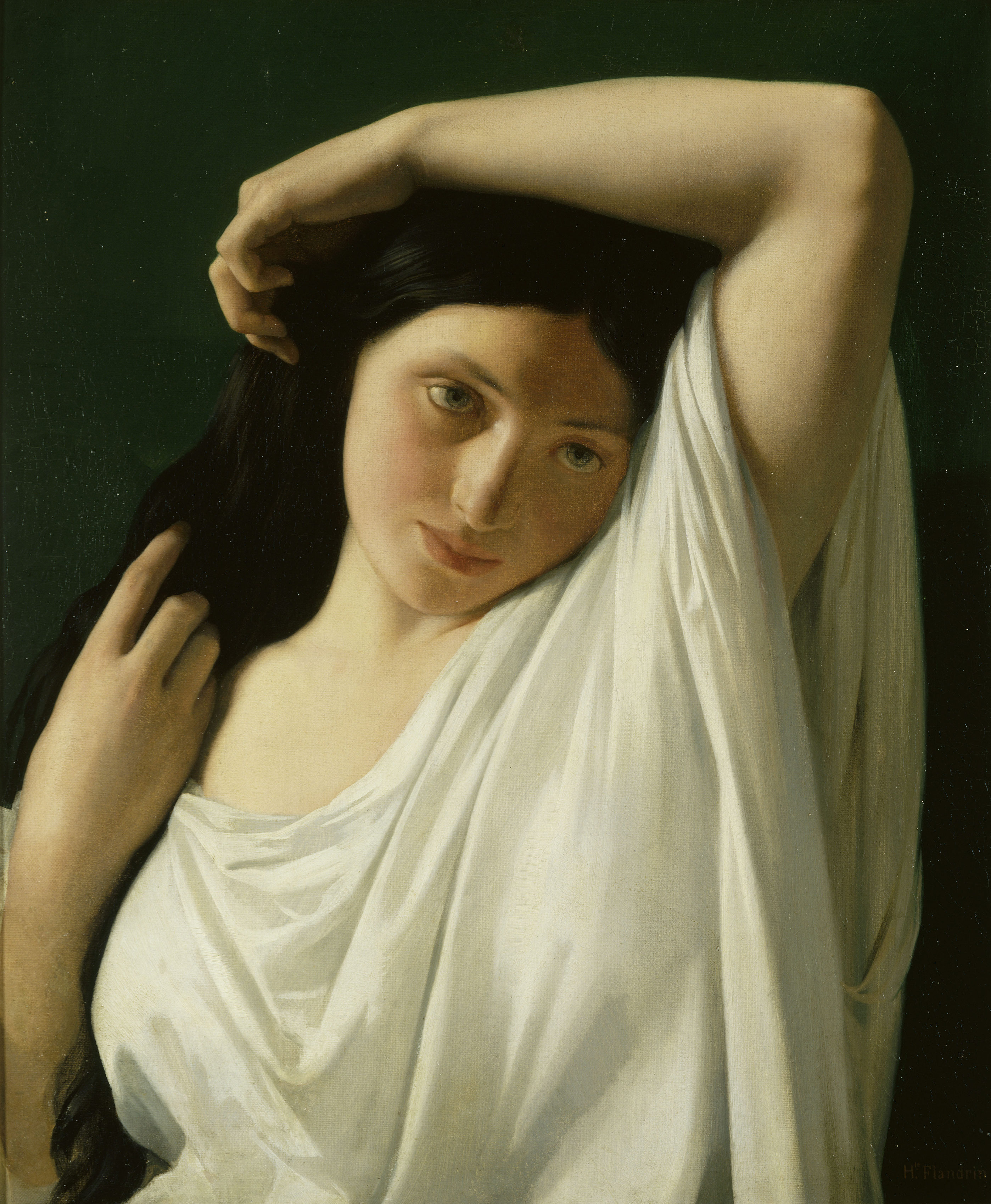
Jonge vrouw, bijgenaamd de Florentijnse
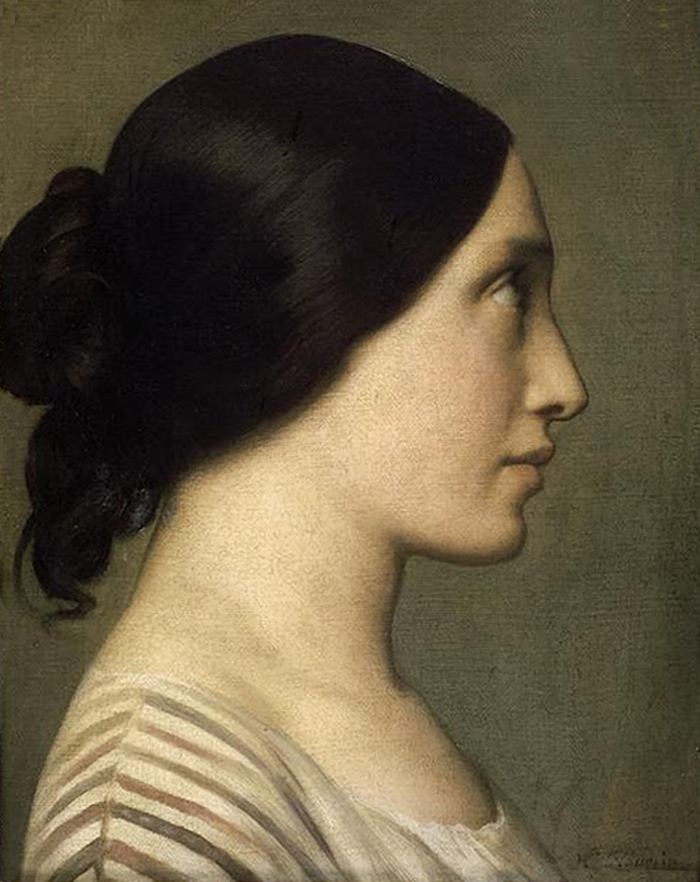
De Florentijnse
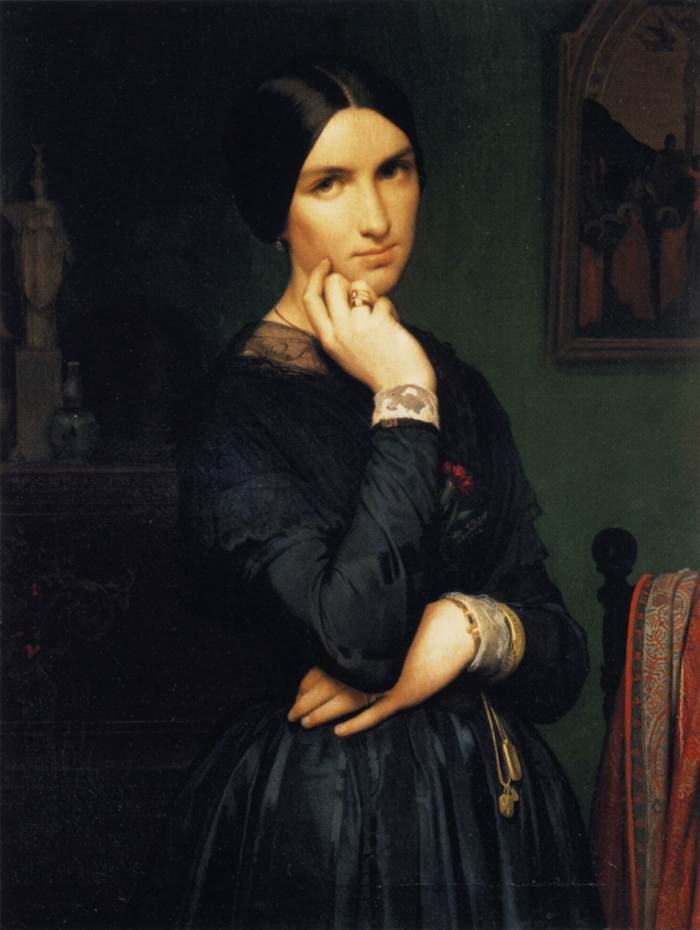
Portret van mevrouw Flandrin